# Синельникова Лара Миколаївна
Ла́ра Микола́ївна Сине́льникова (* 31 липня 1941, Чита) — 1975 — кандидат, 1994 — доктор філологічних наук, 1996 — професор, почесний професор Луганського університету. 1987 — відмінник народної освіти СРСР, 2001 — відмінник освіти України; Заслужений діяч науки і техніки України.

## Життєпис
1965 року закінчує історико-філологічний факультет Луганського державного педінституту ім. Т. Г. Шевченка.
З того ж року на роботі — асистентом на кафедрі російської мови.
З 1986 року завідує кафедрою російської мови. Тема докторської дисертації — «Когнітивно-мовна характеристика сучасного ліричного сюжету».
Є авторкою понад 300 робіт, котрі стосуються проблем соціальної лінгвістики та лінгвістичної поетики — в площині культури XX століття, також когнітології, риторики й неориторики.
Завідує діючими при кафедрі аспірантурою та магістратурою, викладає дисципліни «лінгвістичний аналіз тексту», «риторика», «стилістика російської мови», «лінгвокультурологія», «основи дослідницької діяльності».
Веде спеціальні курси, що відображають освоєння нових галузей гуманітарних — філологічних знань, таких як когнітологія та неориторика тощо.
Розглядає на тлі широкого поля сучасного гуманітарного знання проблеми гендерології, лінгвістичної поетики, лінгвістичної філософії, лінгвокультурології, паблик рилейшнз, соціолінгвістики.
Організовувала наукові семінари та літні школи молодих дослідників та викладачів. Ці заходи проводилися спільно з Цюрихським науковим інститутом прямої демократії.
Ідеї професора Л. М. Синельникової розвиваються багатьма українськими, російськими та швейцарськими лінгвістами. Пані Синельникова є прибічником концепції інтерактивного навчання та поєднання ідей класичної науки і модерних напрямів у філології. В одному зі своїх інтерв'ю професор зазначила, що її життєве кредо-реалізація ідей «Русского мира».
Л. М. Синельникова — один з найвідоміших учених Луганської області й України. Професор є політичним радником та автором рекламних текстів деяких провідних приватних підприємств м. Луганська.
Видано 22 книги, в яких розміщені статті вчених з різних країн, і стосуються широкого екола гуманітарних питань.
Деякі з її робіт:
- 1993 — «Ліричний сюжет в мовних характеристиках», Луганськ,
- 1996 — «Риторика як наукова та навчальна дисципліна»,
- 2001 — «Введення в лінгвістичну гендерологію» — спільно з Богданович Галиною Юріївною,
- 2002 — «Казки та різне інше для дітей від 7 до 70» — спільно з Чумак А.,
- 2003 — «Менеджер по паблік рілейшнз — престижна професія. Інформація для абітурієнтів.»
- 2005 — «Життя тексту або Текст життя»: том 1. «Лінгвістична поетика», том 2. "Соціолінгвістика. Сучасне гуманітарне знання та «світова мапа».

Том 3. «Освітні проблеми в площині гуманітарної та комунікативної культури. Зв'язок з громадськістю (паблік рілейшнз)».
Після окупації Луганська терористами лишилася там працювати.